# Corto Maltese
Corto Maltese (italienska/franska: Corto Maltese) är en italiensk tecknad albumserie och tillika seriefigur. Serien skapades av Hugo Pratt 1970. Seriefiguren dök upp för första gången i serieromanen Balladen om det salta havet tre år tidigare.
Serien och seriefiguren har nått stor framgång i stora delar av Europa, och både i hemlandet och i Frankrike räknas den som en av de litterärt inriktade vuxenserieklassikerna. Den har bearbetats till animerad film, både i form av långfilm och TV-serie.
2015 – tjugo år efter Hugo Pratts död – inleddes en nyproduktion av Corto Maltese-serier, till manus av Juan Díaz Canales och med teckningar av Rubén Pellejero.

## Handling
Corto Maltese är en äventyrare som reser över hela jordklotet som en modern Odyssevs, en antihjälte som värnar om sin frihet.  Han föddes enligt seriens kronologi 10 juli 1887 i Valletta på Malta. Tillnamnet "Maltese" är italienska för "maltesaren". Hans far var en engelsk sjöman, med ursprung i Tintagel i sydvästengelska Cornwall. Hans mor var en romsk kvinna från sydspanska Sevilla. De båda möttes i Gibraltar.
Serien utspelar sig i början av 1900-talet. Huvudpersonen stöter under sina äventyr på många av de verkliga personer som levde under denna period. 1904–1905 stöter han i Manchuriet ihop med både en ung Jack London och en namne till den historiske Rasputin. Två år senare råkar han på en ung Iosif Dzjugasjvili i italienska Ancona. Under första världskriget råkar han (nästan) på Manfred von Richthofen.
I början av 1910-talet är Corto och Rasputin del av den mystiske "Munkens" kriminella liga, med verksamhet runt i Stilla havet. Duon tillbringar början av första världskriget på en undangömnd atollö i västra delen av Stilla havet, och de blir inblandad i striderna mellan tyskarna och ententen. Därefter tillbringar Corto ett par år i delar av Nord- och Sydamerika, i jakt på gömda skatter och i olika uppdrag att hjälpa vänner.
Under 1917 reser Corto till Venedig, och året efter är han på Brittiska öarna och vid västfronten i Frankrike. Sedan reser han till Östafrika. Slutet av 1910-talet tillbringas i nordöstra Asien, återigen inblandad i strider och skattjakter. I början av 1920-talet sker en ny resa som via Venedig leder mot Samarkand. I mitten av årtionden är Corto i tur och ordning i Argentina, Schweiz och Västindien.
Enligt ett uttalande som Hugo Pratt lagts i seriefiguren Cushs mun försvinner 1937 under spanska inbördeskriget. Ett rykte lyder att Corto Maltese ska ha han träffats av det sista skott som avlossats under inbördeskriget eller att han avlidit 1967 i Chile. Ännu har dock inget av Corto Malteses liv efter 1925 tecknats; Hugo Pratt har vid ett annat tillfälle menat att Corto Maltese inte kan dö, men att han möjligen gått in genom en dörr (i Venedig) som leder till en annan värld.

## Produktioner

### Pratts tecknade serier
Corto Maltese debuterade som egen serie i den franska serietidningen Pif Gadgets nummer 58 (1296), utgiven 3 april 1970. Titelfiguren hade debuterat tre år tidigare i serieromanen Balladen om det salta havet. Seriefiguren som har så många kopplingar till Venedig är alltså först producerad i Genua (den arga rivalen till Venedig från den medeltida historien), genom att tidningen Sgt. Kirk utgavs därifrån.
Seriefiguren Corto Maltese fick 1970 en utvidgad roll, när Hugo Pratt (se dennes artikel) 1969/1970 skulle producera en ny serie för den franska marknaden. Pif Gadget publicerade 1970–1973 sammanlagt 21 korta historier på cirka 20 sidor var.
Senare Corto Maltese-historier har varit albumlånga och följetongspublicerade i olika sorters tidningar. Några av historierna har först publicerats på franska, andra på italienska. De har varit föremål för en mängd samlingsutgåvor på inte minst franska och italienska och har i de flesta fall även givits ut i färgversion. Några av de senare albumhistorierna har originalpublicerats i färg, men de flesta är ursprungligen gjorda i svart-vitt. Edizioni Lizard (Italien) och Casterman (Belgien/Frankrike) har varit de huvudsakliga albumförlagen på respektive språk.

### Senare serieskapare
2015 inledde Casterman en utgivning av nyproducerade Corto Maltese-historier, med manus av Juan Díaz Canales och teckningar av Rubén Pellejero (båda två spanjorer). Fram till 2022 har fyra album producerats av Canales/Pellejero, med handlingen förlagd till första halvan av 1910-talet. Historierna placerar sig i perioder mellan Pratts uppbyggda kronologi för seriefigurens levnad, med de tre första albumhistorierna utspelande sig mellan 1905 och 1915 (mellan Corto Malteses ungdom och Balladen om det salta havet) och det fjärde under hösten 1924 (samma höst där Pratts Corto är i Schweiz – i Rosa alchemica).
Dessutom har den franska serieskaparduon Martin Quenehen och Bastien Vivès påbörjat produktionen av en moderniserad version av serien, utspelande sig i början av 2000-talet. Här tecknas Corto som en tjugoårig pirat. 2021 kom Océan noir, med handlingen förlagd till Japan, Peru och Panama, och hösten 2023 kom La Reine de Babylone.

### Filmatiseringar
Corto Malteses äventyr har även blivit till en animerad TV-serie (som i Sverige visats på Canal+), samt en separat långfilm. Långfilmen baserades på seriealbumet Corto Maltese i Sibirien, och TV-serieavsnitten är relativt trogna filmatiseringar av de flesta av de andra albumäventyren.

### Originalutgivning

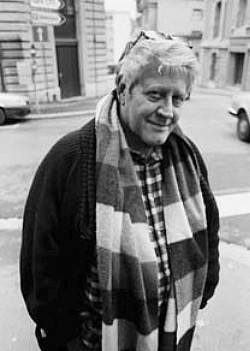
Corto Maltese skapades av Hugo Pratt. Foto från 1989.

Samtliga historier har publicerats både i Italien och i Frankrike. Vissa utkom ursprungligen ut på italienska, andra först på franska. Vissa gavs först ut som följetong i tidningsform medan flera av de senare utkom direkt som album. De första italienska albumutgåvorna gavs i regel ut av Edizioni Lizard, de franskspråkiga av Casterman. Historierna gavs i regel ursprungligen ut i versioner i svart/vitt och har senare återutgivits i färglagd form.
De fetstilta (och artikellänkade) albumtitlarna nedan gäller ursprungsutgivning, vilket i regel skett i tidningsform. Flaggan markerar språk, och den franska utgivningen har antingen gjorts via förlag i Frankrike eller Belgien.
| Italiensk titel                          | Fransk titel | Original- publicering | Album- utgåva | Fiktiv kronologi (miljö)                       |
| ---------------------------------------- | --- | --------------------- | ------------- | ---------------------------------------------- |
| av Hugo Pratt                            | |                       |               |                                                |
| Una ballata del mare salato              | La Ballade de la mer salée | 1967–69               | 1976          | 1913–15 (Stilla havet)                         |
| Il mare d'oro                            | Sous le signe du Capricorne (samlar historierna "Tristan Bantam", "Rendez-vous à Bahia", "Samba avec Tir Fixe", "L’Aigle du Brésil", "…Et nous reparlerons des gentilshommes de fortune" och "À cause d'une mouette")                                     | 1970                  | 1971          | 1916–17 (Sydamerika, Centralamerika, Karibien) |

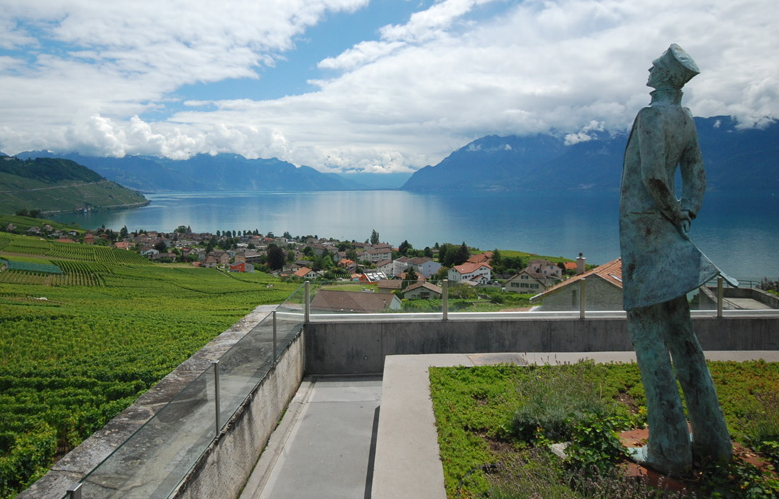
Corto Malteses näst sista äventyr, 1987 års Elvetiche – Rosa alchemica, utspelas i Schweiz. I Grandvaux vid Genèvesjön bodde Hugo Pratt de sista elva åren, och det var också här man 2007 avtäckte en staty av Pratts äventyrare.

| Lontane isole del vento                  | Corto toujours un peu plus loin (samlar "Têtes de champignons", "La Conga des bananes", "Vaudou pour monsieur le président", "La Lagune des Beaux Songes" och "Fables et grands-pères")                                                                   | 1970–71               | 1972 (delvis) | 1917 (Centralamerika, Karibien)                |
| Le celtiche                              | Les Celtiques (samlar "L'Ange à la fenêtre d'Orient", "Sous le drapeau de l'argent", "Concert en O mineur pour harpe et nitroglycérine", "Songe d'un matin d'hiver", "Côtes de Nuits et roses de Picardie" och "Burlesque entre Zuydcoote et Bray-Dunes") | 1971–72               | 1973/1974     | 1917–18 (Västeuropa)                           |
| Le etiopiche                             | Les Éthiopiques (samlar "Au nom d'Allah le miséricordieux", "Le Coup de grâce", "…Et d'autres Roméo et d'autres Juliette" och "Les Hommes-léopards du Rufiji")                                                                                            | 1972–73               | 1974          | 1918 (Östafrika)                               |
| Corte sconta detta arcana                | Corto Maltese en Sibérie | 1974–77               | 1977          | 1918–20 (Kina, Mongoliet, Sibirien)            |
| Favola di Venezia – Sirat Al-Bunduqiyyah | Fable de Venise | 1977                  | 1979          | 1921 (Venedig)                                 |
| La casa dorata di Samarcanda             | La Maison dorée de Samarkand | 1980–85 /             | 1986          | 1921–22 (Grekland, Mellanöstern, Centralasien) |
| La giovinezza                            | La Jeunesse de Corto | 1981                  | 1983          | 1905 (Manchuriet)                              |
| Tango … y todo a media luz               | Tango | 1985                  | 1987          | 1923 (Buenos Aires)                            |
| Rosa alchemica                           | Les Helvétiques | 1987                  | 1988          | 1924 (Schweiz)                                 |
| Mu                                       | Mû | 1988–91               | 1992          | 1925 (Karibien)                                |
| av Juan Díaz Canales och Rubén Pellejero | |                       |               |                                                |
| Sotto il sole di mezzanotte              | Sous le soleil de minuit | 2015                  | 2015          | 1905–1915 (Panama, San Francisco               |
| Equatoria                                | Équatoria | 2017                  | 2017          | 1911 (Venedig, Egypten, Östafrika)             |
| Il giorno di Tarowean                    | Le Jour de Tarowean | 2019                  | 2019          | 1912–13 (Stilla havet)                         |
| Notturno berlinese                       | Nocturnes berlinois | 2022                  | 2022          | 1924 (Weimarrepubliken)                        |
| av Martin Queenehen och Bastien Vivès    | |                       |               |                                                |
| Oceano nero                              | Océan noir | 2021                  | 2021          | 2001 (Japan, Peru, Panama)                     |
| La regina di Babilonia                   | La Reine de Babylone | 2023                  | 2023          | 2002                                           |

### Svensk utgivning

#### Album
På danska språket finns i stort sett alla albumen utgivna. På svenska har endast ett antal album med Corto Maltese utkommit på olika förlag, lite huller om buller, mellan 1978 och 1992 samt 2011.
- 1978 – Corto Maltese: De vackra drömmarnas lagun, Carlsen/if
  - "De magiska champinjonerna"
  - "I revolutionens skugga"
  - "De vackra drömmarnas lagun"
- 1981 – Corto Malteses äventyr 1: Konsert för harpa och nitroglycerin, Carlsen/if
  - "Ängeln i östra fönstret"
  - "Under penningbaneret"
  - "Konsert i O moll för harpa och nitroglycerin"
- 1981 – Corto Malteses äventyr 2: Krigsrosor och vinterdrömmar, Carlsen/if
  - "En vintermorgonsdröm"
  - "Burlesk mellan Zuydcoote och Bray-Dunes"
  - "Årgångsvin och rosor från Picardie"
- 1985 – Balladen om det salta havet, Medusa
- 1987 – Corto Maltese i Sibirien, Medusa
- 1992 – Corto Maltese: Äventyr i Karibien, Carlsen/if
  - "Tristan Bantams hemlighet"
  - "Möte i Bahia"
  - "Samba med prickskytten"
- 2011 – Corto Maltese i Etiopien, Kolik förlag
- 2016 – Corto Maltese: Under midnattssolen, Faraos Cigarer[16]

#### Övrig publicering
Några avsnitt av serien publicerades i den svenska serietidningen Casablanca:	
- "Tristan Bantams hemlighet", Casablanca 1/1987
- "Rendez-vous i Bahia", Casablanca 3/1987
- "Samba med prickskytten", Casablanca 5/1987

Dessa äventyr finns även samlade i albumet Äventyr i Karibien.
Ett utdrag ur Corto Maltese i Etiopien publicerades i den svenska serietidningen Utopi, nummer 1/2011.

## Betydelse

### Popularitet
Corto Maltese är mest känd och publicerad i Europa, och under 1980- och 1990-talet såldes årligen mellan 300 000 och 400 000 album med serien på olika språk. I viss mån har hans berömmelse även nått andra sidan Atlanten, där Frank Miller i Batman – mörkrets riddare namngav en kontinent efter honom. I Italien och Frankrike är figuren Corto Maltese dock något av en kulturell ikon. Han är där välkänd långt utanför seriekretsarna och föremål för en omfattande litteratur.
| ”             | När jag vill slappna av läser jag essäer av Engels. När jag vill ha något mer seriöst, läser jag Corto Maltese. | „ |
| – Umberto Eco | |   |

### Minnesmärken och i kulturen

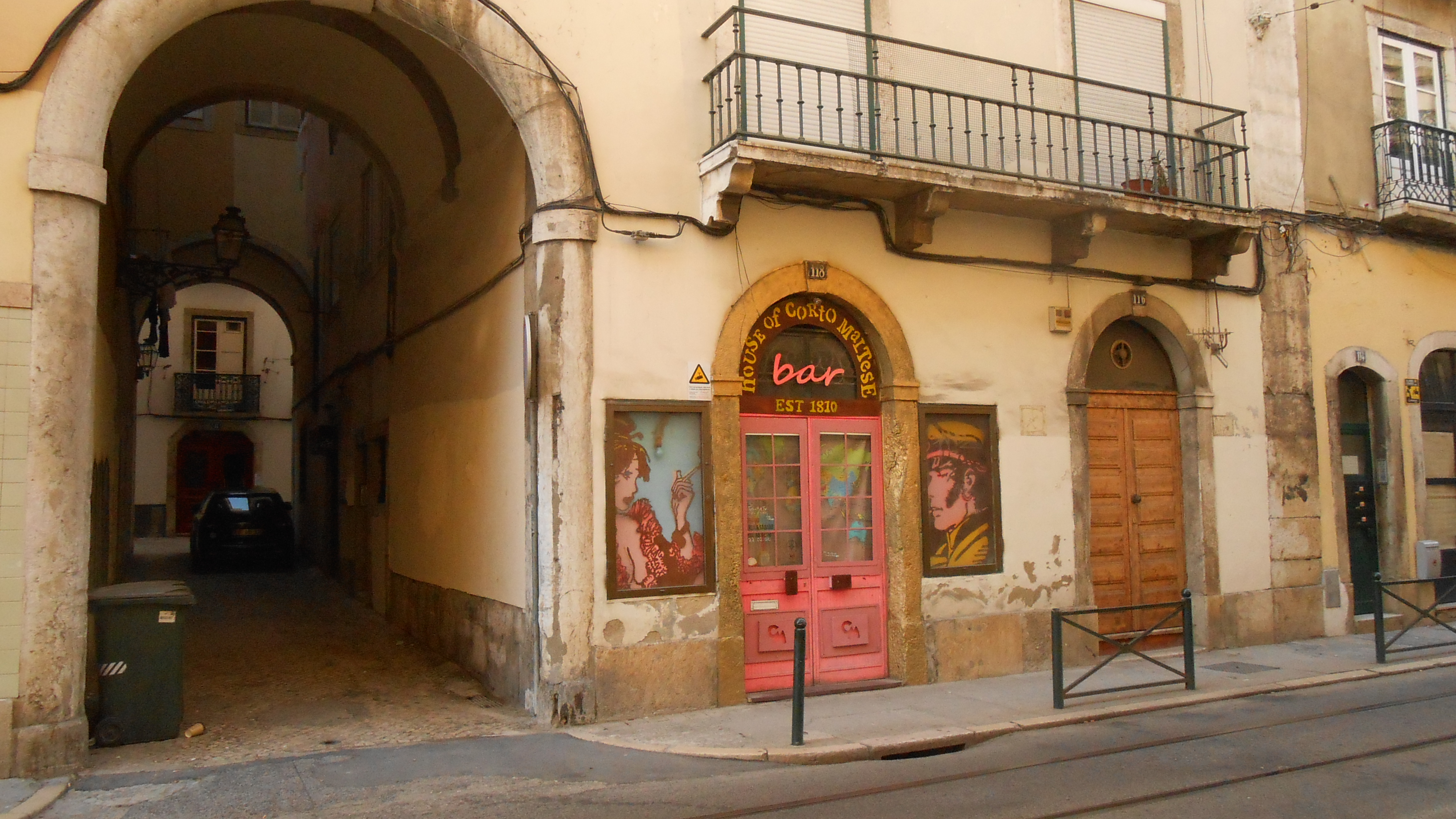
Restaurang i Lissabon med namn efter Corto Maltese.

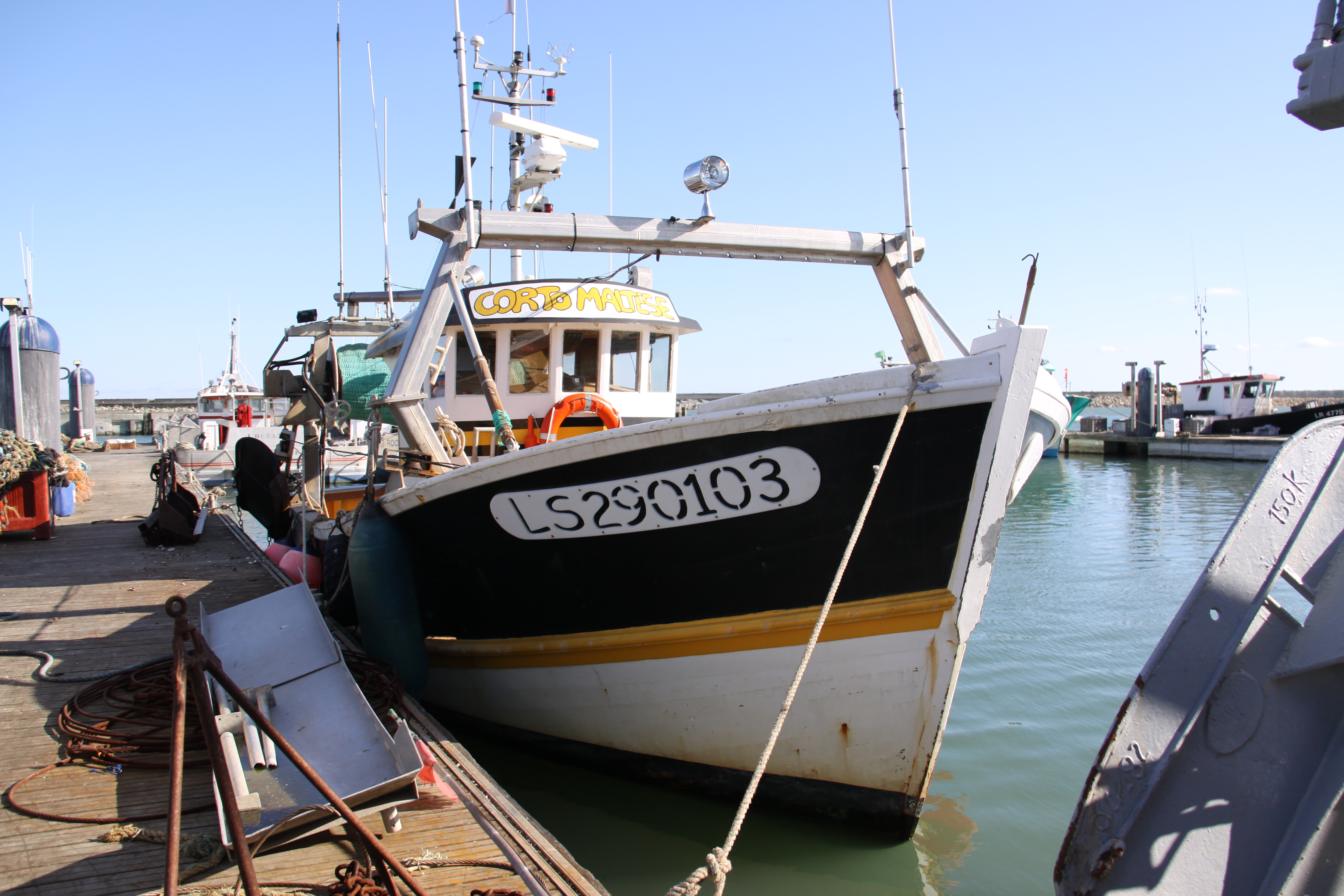
Fransk fiskebåt, byggd 1962 och hemmahörande i La Rochelle.

I Grandvaux, där Pratt bodde och är begravd, avtäcktes 2007 en staty i naturlig storlek av hans mest kända seriefigur Corto Maltese. Statyn är belägen vid place Hugo Pratt (Hugo Pratt-torget), som även har vinrestaurangen/-källaren Caveau Corto som granne. En replik finns sedan 2008 placerad i Angoulême, på bron som binder samman seriecentret (CNDBI) och stadens seriemuseum.